# Acte Préalable
Acte Préalable – polskie wydawnictwo muzyczne, przedsiębiorstwo przemysłu muzycznego, założone w 1997 r. przez Jana A. Jarnickiego w celu promowania nieznanej, zapomnianej lub też współczesnej muzyki polskiej. Jego działalność obejmuje również mniej znaną muzykę z innych krajów. Wydawnictwo sprawuje również mecenat nad młodymi muzykami oraz kompozytorami. Ma na swym koncie ok. 200 wydanych płyt kompaktowych. Jednym z ważniejszych wydarzeń było odkrycie i premierowe nagranie oratorium Alessandra Scarlattiego San Casimiro, Ré di Polonia, napisanego ok. 1700 roku i dotychczas nieznanego.
Wśród najpełniej ujętych autorów (często – dzieła kompletne) są takie nazwiska, jak Miłosz Magin, Feliks Nowowiejski, Adam z Wągrowca, Franciszek Lessel, Władysław Żeleński, Ignacy Jan Paderewski, Marian Sawa, Aleksander Tansman, Grażyna Bacewicz, Romuald Twardowski, Ignacy Feliks Dobrzyński, Zygmunt Stojowski, Thomas Tellefsen.
Wśród ok. 300 nazwisk kompozytorów, których utwory zostały dotychczas wydane, ponad 80 ukazało się w historii fonografii po raz pierwszy. Takie płyty stanowią światowe premiery fonograficzne (World Premiere Recording).
Wydawnictwo wydaje również partytury, m.in. dzieł Władysława Żeleńskiego, Miłosza Magina i Romualda Twardowskiego. W 1999 wydawnictwo założyło miesięcznik poświęcony muzyce poważnej „Muzyka21”.